# James Blunt
James Blunt, geboren als James Hillier Blount (Tidworth, 22 februari 1974), is een Britse zanger, liedschrijver en voormalig Brits legerofficier (captain). Hij brak door in 2005 met zijn debuutalbum Back to Bedlam en de nummer 1-hit You're Beautiful. Blunt bespeelt veel instrumenten, waaronder piano, gitaar, orgel en marimba. Hij staat onder contract bij Linda Perry's Amerikaanse label Custard Records. Blunt won verschillende prijzen, waaronder twee Brit Awards. Ook werd hij genomineerd voor vijf Grammy's.

## Biografie
Na zijn studie aan de Bristol University diende Blunt in het Britse leger. Zijn familie heeft een lange legertraditie; ook zijn vader had in het leger gezeten. Toen Blunt in Kosovo diende, schreef hij in 2002 het nummer No Bravery. Later kwam dat nummer ook op zijn debuutalbum te staan. Blunt was officier in het leger en was tijdens de begrafenis van koningin-moeder Elizabeth Bowes-Lyon een der dragers van de kist.

### Back to Bedlam
In 2002 kreeg Blunt een platencontract. Hij begon meer muziek te schrijven en werkte lang aan zijn debuutalbum, Back to Bedlam, dat uitkwam in 2004. De eerste single hiervan, High, was weinig succesvol in de Top 40. Dit tot verbazing van Blunt, die juist had verondersteld dat dit het meest succesvolle nummer zou zijn. Met verschijning van de volgende single You're Beautiful beleefde Blunt alsnog zijn doorbraak. Eerst zou deze single alleen worden uitgebracht in het Verenigd Koninkrijk, maar omdat het daar een van de grootste hits sinds lange tijd werd, werd de single alsnog ook internationaal uitgebracht. Het bereikte de nummer 1-positie in verschillende landen, waaronder Nederland, Vlaanderen, de Verenigde Staten en Canada.
Als derde single werd Goodbye My Lover uitgebracht. Ook die single haalde in veel landen de top 10, evenals de vierde single Wisemen.

### Touren en live-album
Na het succes van Back to Bedlam werd een tournee gestart, de Back to Bedlam Tour. Na het succes hiervan kwam de Bedlam Sessions Tour. Hij speelde tijdens die concerten een aantal nummers die waren afgevallen voor het album. Tijdens deze tournee kwam Blunt ook terug naar Nederland. Voor zijn doorbraak, in mei 2005, had hij al in het Amsterdamse Paradiso gestaan voor 200 man, maar nu speelde hij in de hoofdstad voor volle zalen: de Heineken Music Hall in januari 2006 en de Westergasfabriek in juli van dat jaar.
Blunt besloot een live-album uit te brengen van de Bedlam Sessions Tour, getiteld Chasing Time - The Bedlam Sessions. Het bevat een dvd van het concert Chasing Time (dat hij in de studio van de BBC gegeven had) en een cd van The Bedlam Sessions-tournee. De cd bevat het nummer Fall at your feet (oorspronkelijk van Crowded House).
Blunt trad op 7 juli 2007 op bij Live Earth in Wembley, waar hij onder andere Wild world van Cat Stevens speelde.

### All the Lost Souls

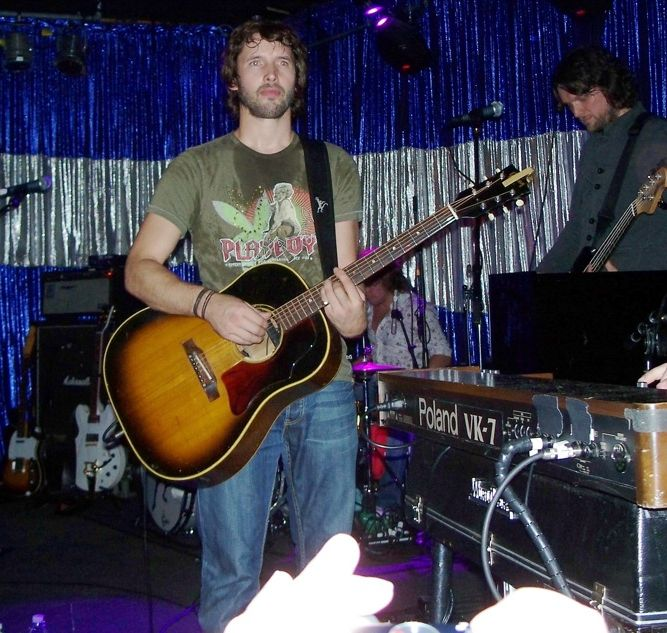
James Blunt (september 2007)

Op 17 september 2007 werd Blunts tweede studioalbum All the Lost Souls in Nederland uitgebracht. Hieraan voorafgaand verscheen in augustus 2007 al een nieuwe single, 1973. Dit nummer werd over de hele wereld een grote hit, ook in de Nederlandse Top 40 deed het nummer het goed. In december 2007 werd de tweede single van het album uitgebracht: Same mistake. Op 17 maart 2008 trad Blunt op in Ahoy Rotterdam en op 30 september 2008 in de Heineken Music Hall in Amsterdam.
In het voorjaar van 2009 scoorde Blunt een nummer 1-hit in Oostenrijk met Primavera in anticipo, een duet met Laura Pausini. Ook in Italië en verschillende andere Europese landen werd dit een hit.

### Some Kind of Trouble
In november 2010 bracht James Blunt na drie jaar weer een nieuw album uit: Some Kind of Trouble. De eerste single van het album werd Stay the night. Hiermee had hij opnieuw een grote hit. De volgende singles van het album waren echter minder succesvol.

### Moon Landing
Moon Landing was het vierde studioalbum van James Blunt en kwam uit in oktober 2013. Dit album stond in veel landen in de top 10 genoteerd. De single Bonfire Heart werd een nummer 1-hit in Oostenrijk, Duitsland en Zwitserland, maar kwam in Nederland niet verder dan de tipparade. De opvolger, Heart to heart, werd in verschillende Europese landen een bescheiden succes. Aan het album werd ook een tournee gekoppeld, de Moon Landing World Tour.

### The Afterlove
Het vijfde album van James Blunt, The afterlove, kwam uit op 24 maart 2017. Blunt werkte voor dit album samen met verschillende artiesten, onder wie Ed Sheeran. De singles Love me better en Bartender werden geen hits, maar een onverwacht succes kwam er alsnog met OK, een nummer dat opgepikt was door de Duitse dj Robin Schulz. Het nummer was oorspronkelijk voor The afterlove geschreven, maar niet op het album verschenen omdat Blunt het niet goed genoeg bevonden had. De remix die Schulz ervan maakte stelde Blunt echter wel tevreden en de single groeide uit tot een grote hit in verschillende Europese landen.
In 2018 werkte Blunt samen met Lost Frequencies op het nummer Melody. Ook dit nummer was succesvol en behaalde in België en Zwitserland de top 10. In 2019 bracht Blunt samen met Alle Farben de single Walk away uit.

### Once upon a mindenThe stars beneath my feet
Blunts zesde studioalbum, Once upon a mind, verscheen in oktober 2019. Cold was hiervan de eerste single. De concertreeks die ter promotie van deze plaat gepland stond (in het voorjaar van 2020 in Europa en later dat jaar in Australië en Nieuw-Zeeland) moest door de coronapandemie worden uitgesteld. In het najaar van 2021 bracht Blunt het verzamelalbum The stars beneath my feet uit, met daarop een overzicht van zijn carrière tot dan toe en vier nieuwe nummers.

### Who we used to be
Eind oktober 2023 verscheen Who we used to be op de markt, Blunts zevende studioalbum. In de internationale hitlijsten leverde dit album echter geen grote successen op. Dit gold ook voor de singles Beside You, All the Love That I Ever Needed en The Girl That Never Was. Gelijktijdig met het album bracht Blunt tevens een boek uit: Loosely based on a made-up story. Het boek bevat memoires van Blunt en is geen autobiografie.

## Reacties
Zijn muziek krijgt niet enkel positieve reacties maar roept bij velen ook aversie op. In 2006 werd de naam James Blunt opgenomen in het Britse 'Dictionary of Cockney rhyming slang' (a 'right James Blunt') in verhouding tot het Engelse woord 'cunt'. Blunt zou hier sportief op hebben gereageerd; "Naar John F. Kennedy werd een luchthaven genoemd - Naar mij mijn favoriete deel van de vrouwelijke anatomie".
"Weird Al" Yankovic wilde een parodie maken op het nummer You're Beautiful, (You're Pitiful), met toestemming van Blunt. Yankovic kreeg toen echter problemen met Blunts platenmaatschappij Atlantic. Het nummer is echter gewoon te vinden op YouTube.

## Privé
Blunt is sinds 5 september 2014 getrouwd met Sofia Wellesley. Samen hebben ze twee zonen.

## Discografie

### Albums
| Album met eventuele hitnotering(en) in de Nederlandse Album Top 100 | Datum van verschijnen | Datum van binnenkomst | Hoogste positie | Aantal weken | Opmerkingen |
| ------------------------------------------------------------------- | --------------------- | --------------------- | --------------- | ------------ | ----------- |
| Back to Bedlam                                                      | 11-10-2004            | 09-07-2005            | 2               | 63           | Platina     |
| Chasing Time: The Bedlam Sessions                                   | 13-02-2006            | 18-02-2006            | 17              | 28           |             |
| All the Lost Souls                                                  | 14-09-2007            | 22-09-2007            | 2               | 41           | Goud        |
| Some Kind of Trouble                                                | 05-11-2010            | 13-11-2010            | 2               | 26           | Goud        |
| Moon Landing                                                        | 21-10-2013            | 26-10-2013            | 6               | 23           |             |
| The Afterlove                                                       | 24-03-2017            | 01-04-2017            | 10              | 3            |             |
| Once Upon a Mind                                                    | 25-10-2019            | 02-11-2019            | 29              | 2            |             |
| Who We Used to Be                                                   | 27-10-2023            | 04-11-2023            | 15              | 1            |             |

| Album met hitnotering(en) in de Vlaamse Ultratop 200 albums | Datum van verschijnen | Datum van binnenkomst | Hoogste positie | Aantal weken | Opmerkingen |
| ----------------------------------------------------------- | --------------------- | --------------------- | --------------- | ------------ | ----------- |
| Back to Bedlam                                              | 11-10-2004            | 11-06-2005            | 1(2wk)          | 65           | Platina     |
| Chasing time: The Bedlam sessions                           | 10-02-2006            | 18-02-2006            | 3               | 24           |             |
| All the lost souls                                          | 14-09-2007            | 22-09-2007            | 4               | 30           | Platina     |
| Some kind of trouble                                        | 05-11-2010            | 13-11-2010            | 14              | 28           | Goud        |
| Moon landing                                                | 18-10-2013            | 26-10-2013            | 12              | 41           |             |
| The afterlove                                               | 24-03-2017            | 01-04-2017            | 17              | 14           |             |
| Once upon a mind                                            | 25-10-2019            | 02-11-2019            | 61              | 2            |             |
| The stars beneath my feet (2004 - 2021)                     | 19-11-2021            | 27-11-2021            | 38              | 2            |             |
| Who we used to be                                           | 27-10-2023            | 04-11-2023            | 24              | 2            |             |

### Singles
| Single met eventuele hitnotering(en) in de Nederlandse Top 40 | Datum van verschijnen | Datum van binnenkomst | Hoogste positie | Aantal weken | Opmerkingen                                    |
| ------------------------------------------------------------- | --------------------- | --------------------- | --------------- | ------------ | ---------------------------------------------- |
| You're Beautiful                                              | 2005                  | 06-08-2005            | 1(4wk)          | 27           | Nr. 1 in de Single Top 100                     |
| Goodbye My Lover                                              | 2005                  | 17-12-2005            | 4               | 14           | Nr. 4 in de Single Top 100                     |
| Wisemen                                                       | 2006                  | 08-04-2006            | 9               | 17           | Nr. 17 in de Single Top 100 / Alarmschijf      |
| 1973                                                          | 2007                  | 25-08-2007            | 8               | 16           | Nr. 3 in de Single Top 100 / Alarmschijf       |
| Same Mistake                                                  | 03-12-2007            | 17-11-2007            | 29              | 4            | Nr. 48 in de Single Top 100                    |
| Carry You Home                                                | 10-03-2008            | 08-03-2008            | tip13           | -            | Nr. 75 in de Single Top 100                    |
| Love, Love, Love                                              | 2008                  | 01-11-2008            | tip16           | -            |                                                |
| Primavera in Anticipo (It Is My Song)                         | 2009                  | 07-02-2009            | tip3            | -            | met Laura Pausini                              |
| Stay the Night                                                | 01-11-2010            | 09-10-2010            | 5               | 16           | Nr. 13 in de Single Top 100 / Alarmschijf      |
| So Far Gone                                                   | 2011                  | 19-03-2011            | 15              | 9            |                                                |
| I'll Be Your Man                                              | 2011                  | 18-06-2011            | tip13           | -            |                                                |
| Bonfire Heart                                                 | 05-08-2013            | 10-08-2013            | tip11           | -            | Nr. 52 in de Single Top 100                    |
| Heart to Heart                                                | 2014                  | 25-01-2014            | tip12           | -            |                                                |
| Love Me Better                                                | 2017                  | 04-02-2017            | tip22           | -            |                                                |
| OK                                                            | 2017                  | 24-06-2017            | 23              | 10           | met Robin Schulz / Nr. 35 in de Single Top 100 |
| Melody                                                        | 2018                  | 05-05-2018            | tip8            | -            | met Lost Frequencies                           |

| Single met hitnotering(en) in de Vlaamse Ultratop 50 | Datum van verschijnen | Datum van binnenkomst | Hoogste positie | Aantal weken | Opmerkingen                                                 |
| ---------------------------------------------------- | --------------------- | --------------------- | --------------- | ------------ | ----------------------------------------------------------- |
| You're Beautiful                                     | 30-05-2005            | 23-07-2005            | 1(5wk)          | 38           | Nr. 1 in de Radio 2 Top 30 / Goud                           |
| Goodbye My Lover                                     | 19-12-2005            | 31-12-2005            | 2               | 19           | Nr. 2 in de Radio 2 Top 30 / Goud                           |
| Wisemen                                              | 31-03-2006            | 15-04-2006            | tip2            | -            |                                                             |
| 1973                                                 | 24-08-2007            | 15-09-2007            | 3               | 21           | Nr. 1 in de Radio 2 Top 30 / Goud                           |
| Same Mistake                                         | 30-11-2007            | 08-12-2007            | tip3            | -            |                                                             |
| Primavera in Anticipo (It Is My Song)                | 03-04-2009            | 07-02-2009            | tip9            | -            | met Laura Pausini                                           |
| Stay the Night                                       | 22-10-2010            | 23-10-2010            | 7               | 15           | Nr. 3 in de Radio 2 Top 30                                  |
| So Far Gone                                          | 14-02-2011            | 05-02-2011            | tip16           | -            |                                                             |
| I'll Be Your Man                                     | 16-05-2011            | 11-06-2011            | tip6            | -            | Nr. 5 in de Radio 2 Top 30                                  |
| Dangerous                                            | 24-10-2011            | 12-11-2011            | tip75           | -            |                                                             |
| Bonfire Heart                                        | 05-08-2013            | 26-10-2013            | 22              | 8            | Nr. 4 in de Radio 2 Top 30                                  |
| Heart to Heart                                       | 06-01-2014            | 18-01-2014            | tip24           | -            |                                                             |
| Postcards                                            | 12-05-2014            | 24-05-2014            | tip36           | -            |                                                             |
| When I Find Love Again                               | 29-09-2014            | 11-10-2014            | tip12           | -            |                                                             |
| Love Me Better                                       | 27-01-2017            | 11-02-2017            | tip12           | -            |                                                             |
| Bartender                                            | 10-03-2017            | 22-04-2017            | tip             | -            |                                                             |
| OK                                                   | 19-05-2017            | 29-07-2017            | 16              | 21           | met Robin Schulz / Nr. 15 in de Radio 2 Top 30 / Platina    |
| Don't Give Me Those Eyes                             | 15-09-2017            | 07-10-2017            | tip             | -            |                                                             |
| Melody                                               | 27-04-2018            | 05-05-2018            | 7               | 21           | met Lost Frequencies / Nr. 8 in de Radio 2 Top 30 / Platina |
| Cold                                                 | 30-08-2019            | 14-09-2019            | tip13           | -            |                                                             |
| The Greatest                                         | 17-04-2020            | 02-05-2020            | tip             | -            |                                                             |

### NPO Radio 2 Top 2000
| Nummers met noteringen in de NPO Radio 2 Top 2000 | '05 | '06 | '07 | '08  | '09  | '10  | '11  | '12  | '13  | '14  | '15  | '16  | '17  | '18  | '19  | '20  | '21  | '22  | '23  | '24  |
| ------------------------------------------------- | --- | --- | --- | ---- | ---- | ---- | ---- | ---- | ---- | ---- | ---- | ---- | ---- | ---- | ---- | ---- | ---- | ---- | ---- | ---- |
| 1973                                              | ×   | ×   | -   | -    | 1931 | 1645 | 1766 | 1317 | 1619 | -    | -    | -    | -    | -    | -    | -    | -    | -    | -    | -    |
| Bonfire Heart                                     | ×   | ×   | ×   | ×    | ×    | ×    | ×    | ×    | -    | 1323 | 1785 | -    | -    | -    | -    | -    | -    | -    | -    | -    |
| Goodbye My Lover                                  | -   | -   | 453 | 1753 | 745  | 709  | 770  | 762  | 841  | 1056 | 1047 | 1204 | 1309 | 1616 | 1629 | 1684 | 1465 | 1900 | 1747 | 1708 |
| Stay the Night                                    | ×   | ×   | ×   | ×    | ×    | -    | 1489 | -    | -    | -    | -    | -    | -    | -    | -    | -    | -    | -    | -    | -    |
| Wisemen                                           | ×   | -   | -   | -    | 1849 | -    | 1828 | -    | 1877 | -    | -    | -    | -    | -    | -    | -    | -    | -    | -    | -    |
| You're Beautiful                                  | 135 | 264 | 375 | 428  | 667  | 494  | 616  | 619  | 798  | 1021 | 996  | 1220 | 1320 | 1748 | 1684 | 1635 | 1601 | -    | -    | 1932 |

1. ↑  Een '-' betekent dat het nummer niet was genoteerd, een '×' betekent dat het nummer nog niet was uitgebracht en een vetgedrukt getal geeft de hoogste notering van een nummer aan.
2. ↑  2005 was het eerste jaar met een notering voor James Blunt.